# Biserica evanghelică din Albeștii Bistriței

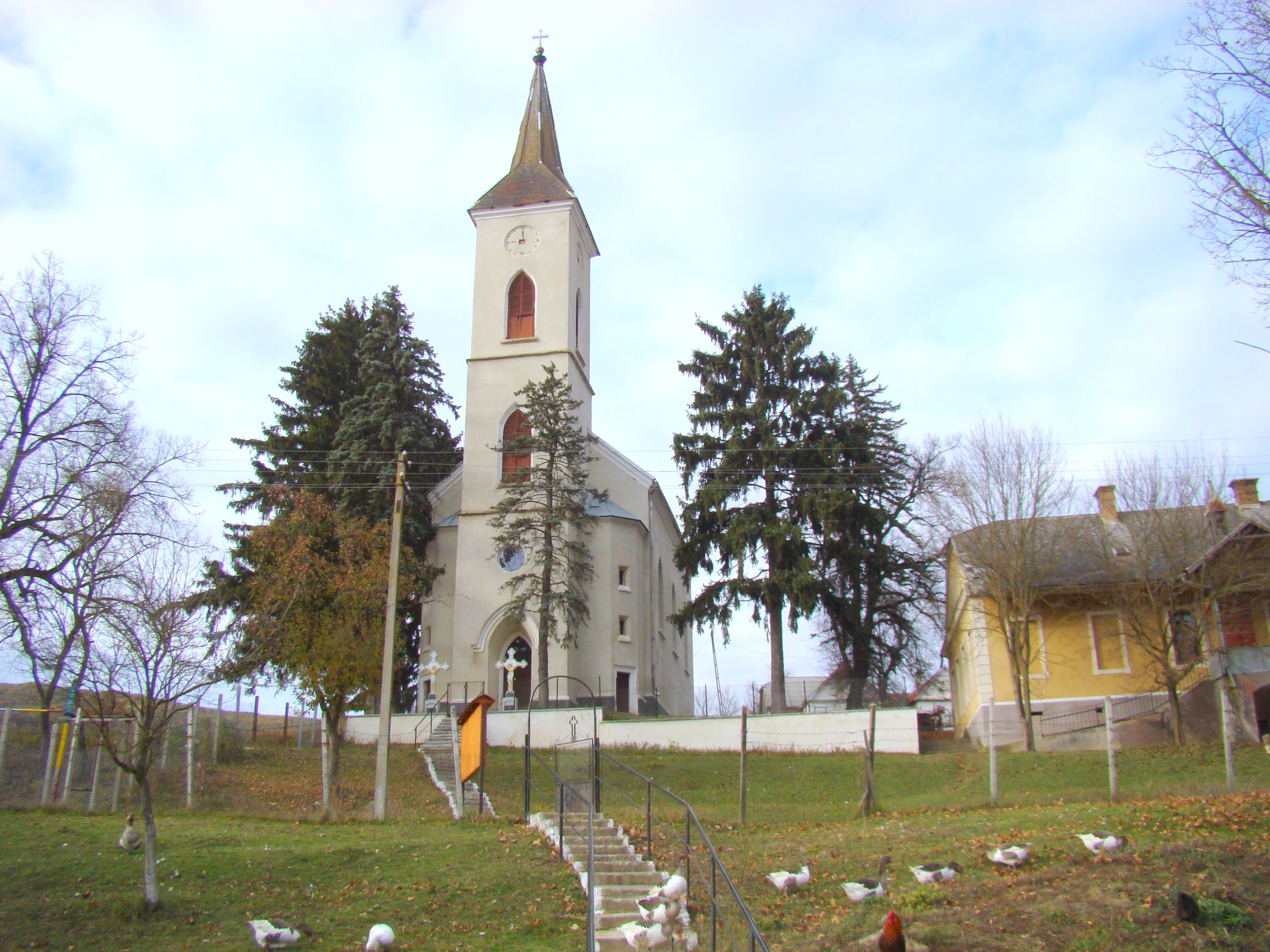
Biserica evanghelică din Albeștii Bistriței, comuna Galații Bistriței, județul Bistrița-Năsăud, foto: noiembrie 2009.

Biserica evanghelică din Albeștii Bistriței, comuna Galații Bistriței, județul Bistrița-Năsăud, a fost ridicată în secolul XV. Figurează pe lista monumentelor istorice 2015, cod LMI BN-II-m-B-01611.

## Localitatea
Albeștii Bistriței mai demult Ferihaz, Ferihaza (în germană Weisskirchen, Weißkirch, Weisskirch-Bistritz, în maghiară Kisfehéregyház, Fehéregyház, în traducere „Biserica Albă”) este un sat în comuna Galații Bistriței din județul Bistrița-Năsăud, Transilvania, România.
Prima atestare documentară a localității datează din 1332 când este menționată în registrul de dijme papale. Satul a fost fondat de către coloniști sași, chemați în țară de către regele Geza al II-lea (1141-1161). Majoritatea populației acestui sat a fost secole întregi de etnie germană (sași transilvăneni).

## Biserica

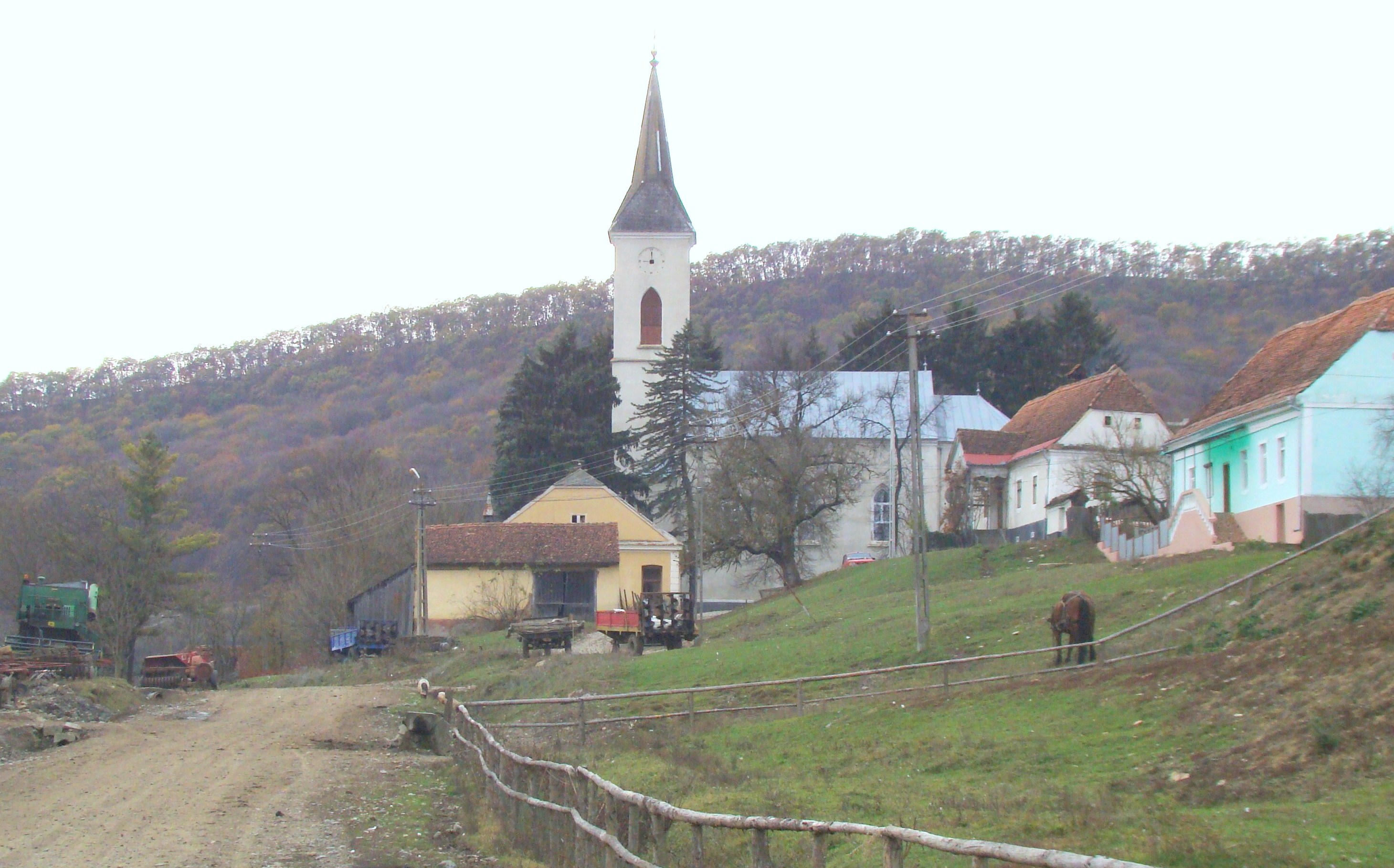
Biserica și împrejurimile

Biserica luterană a fost construită în stil gotic în secolul al XV-lea și renovată în secolul al XIX-lea, renovare căreia i se datorează înfățișarea actuală. Biserica a dispus de o orgă construită în 1885 de Franz Strommer, distrusă în anul 1945.
După exodul sașilor transilvăneni, biserica a fost cumpărată în anul 1979 de comunitatea ortodoxă, modificată la interior conform cerințelor cultului ortodox și a primit hramul „Adormirea Maicii Domnului”. A fost sfințită ca lăcaș de cult ortodox în anul 2002.